# Orraya occultus
Orraya occultus — вид геконоподібних ящірок родини Carphodactylidae. Ендемік Австралії. Описаний у 2016 році.

## Поширення і екологія
Orraya occultus мешкають в горах Макілрайт на північному сході Квінсленда, на висоті від 500 до 824 м над рівнем моря. Вони живуть в тропічних лісах, серед гранітних валунів. Відкладають яйця.

## Збереження
МСОП класифікує цей вид як вразливий. Orraya occultus є доволі рідкісними в межах їх обмеженого ареалу площею 20 км². Їх популяція становить від 50 до 1000 особин.